# Sechsbinden-Gürteltier
Das Sechsbinden-Gürteltier (Euphractus sexcinctus) ist eine Säugetierart aus der Gruppe der Gürteltiere (Dasypoda). Es lebt im östlichen Teil von Südamerika und bevorzugt weitgehend offene Savannen und Grasland, kommt aber auch in verschiedenen Waldgebieten vor. Als Allesfresser vertilgt es sowohl Pflanzen als auch Insekten und kleine Wirbeltiere, wobei es auf der Nahrungssuche den Geruchssinn einsetzt und häufig kleine Löcher anlegt. Weiterhin lebt die Gürteltierart unterirdisch in eigens gegrabenen Bauen, von denen im Aktionsraum eines Tieres mehrere bestehen. In weiten Bereichen Südamerikas gilt die Art zudem als Krankheitsüberträger. Der Bestand des Sechsbinden-Gürteltier ist als nicht gefährdet eingestuft.

## Beschreibung

### Habitus

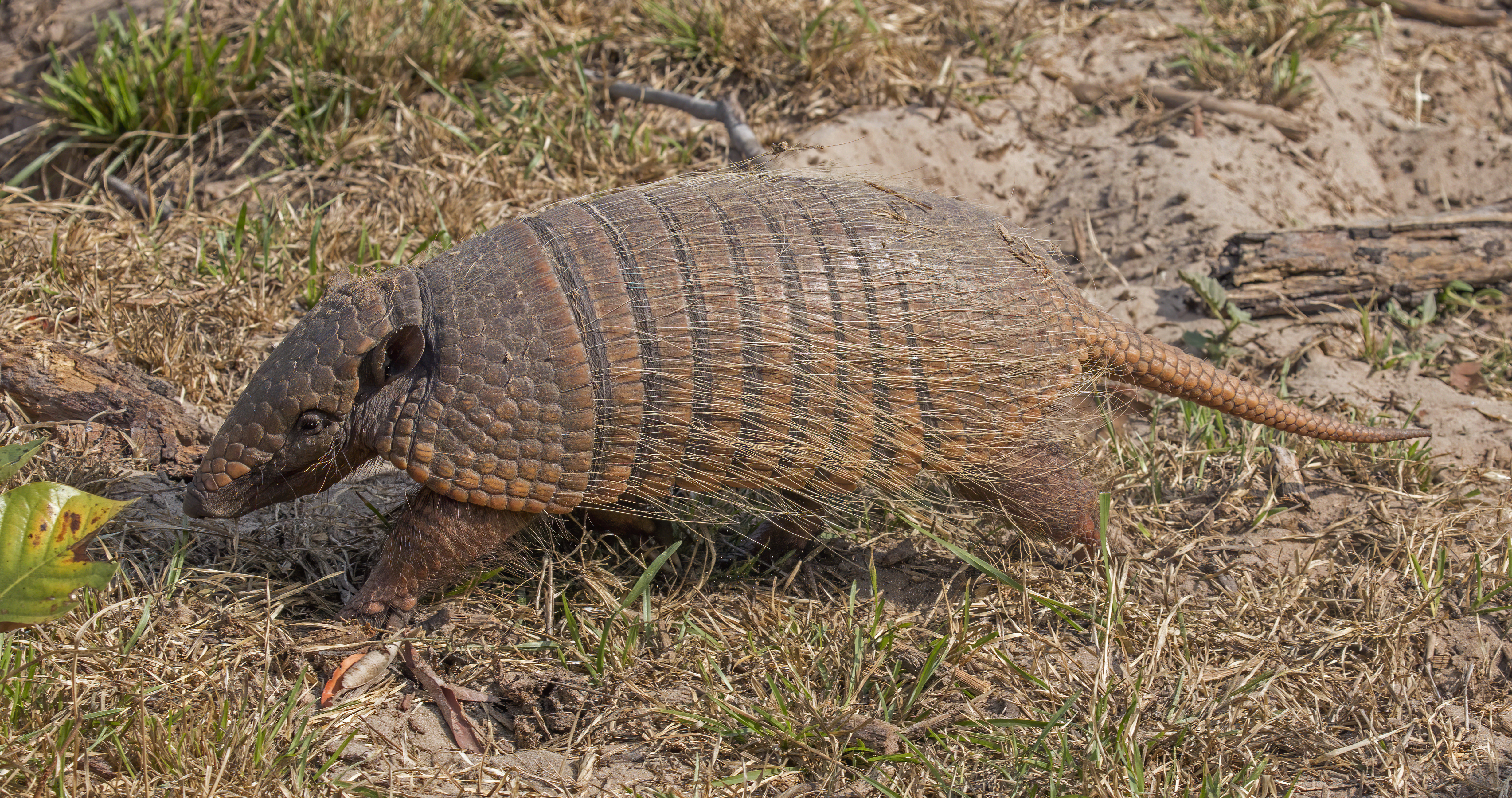
Sechsbinden-Gürteltier im Pantanal

Das Sechsbinden-Gürteltier erreicht eine Kopf-Rumpf-Länge von 34 bis 49 cm (durchschnittlich 40 cm), hinzu kommt noch ein 12 bis 30 cm langer Schwanz, das Gewicht schwankt von 2 bis 6,5 kg. Damit ist es etwa so groß wie das Neunbinden-Gürteltier (Dasypus novemcinctus) und wird unter den heute lebenden Gürteltieren nur vom Kappler- (Dasypus kappleri) und vom Riesengürteltier (Priodontes maximus) übertroffen. Allerdings neigt es in Gefangenschaft dazu, Fett anzusetzen und kann dann bis zu maximal 11 kg schwer werden. Der Kopf besitzt eine Länge von bis zu 12 cm, zudem ist er auch sehr breit. Die Schnauze ist dagegen recht schmal und weiterhin leicht herausgezogen. Insgesamt weist der Kopf einen deutlich schwereren Bau auf als bei den meisten anderen Gürteltierarten. Die Ohren sind mit maximal 4,7 cm Länge eher kurz und stehen weit auseinander, der Abstand zueinander übertrifft in der Regel die Ohrlänge. Der typische Kopfschild ist lang sowie dreieckig geformt und ragt fast bis zur Nasenspitze vor, so dass er bis zu 80 % der Kopflänge einnimmt. Er wird aus großen, regelmäßig angeordneten Knochenplättchen geformt. Dabei reicht der Schild bis hinter die Ohren und verbreitert sich vor den Ohren noch einmal halbkreisförmig, im Bereich der Augen ist er dagegen leicht eingezogen. Der Rückenpanzer weist eine Dreiteilung auf mit einem festen Schulter- und Beckenteil und sechs bis acht, häufig aber sechs, beweglichen Bändern dazwischen. Er besteht ebenfalls aus kleinen Knochenplättchen, die in Reihen angeordnet sind. Ebenso ist der lange Schwanz gepanzert, ein weiteres Band aus Knochenplättchen befindet sich am Nacken. Oberhalb des Schwanzes im Beckenpanzerabschnitt sind bis zu vier Löcher in den Plättchen vorhanden, die Drüsen für ein Sekret enthalten, das dem Sechsbinden-Gürteltier seinen charakteristischen Geruch verleiht. Die Gürteltierart ist insgesamt gelblich-braun gefärbt, zwischen den einzelnen Knochenplättchen sprießen ebenso gelblich getönte, borstenartige Haare hervor. Die Gliedmaßen sind relativ kurz und besitzen an den Vorder- und Hinterfüßen jeweils fünf Zehen. Diese tragen kräftige Krallen, wobei die mittlere Kralle der Vorderfüße jeweils am längsten ist. Die Hinterfußlänge variiert zwischen 7,5 und 9,2 cm. Weibliche Tiere weisen zwei Milchdrüsen auf.

### Schädel- und Skelettmerkmale

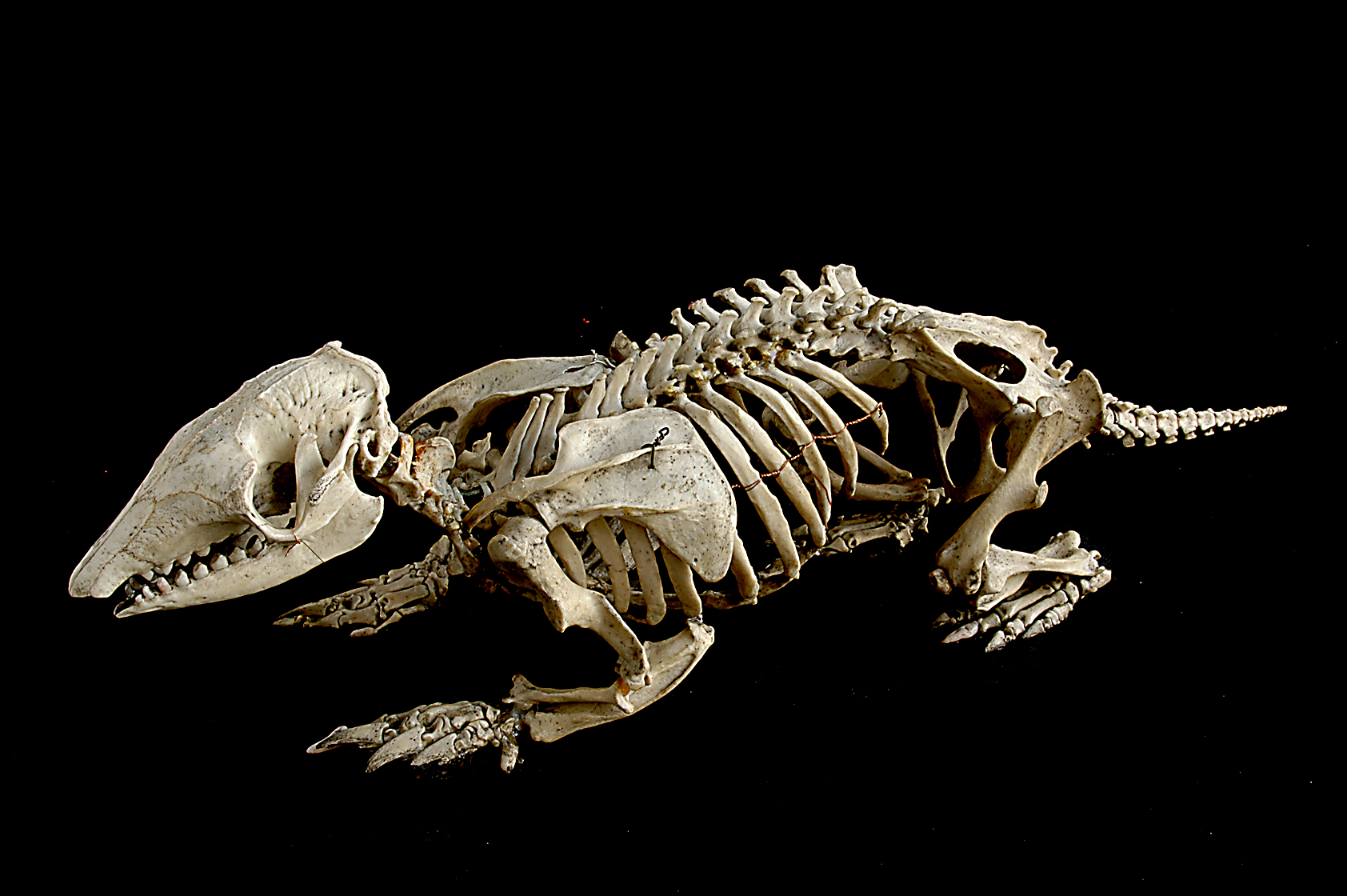
Skelett des Sechsbinden-Gürteltiers

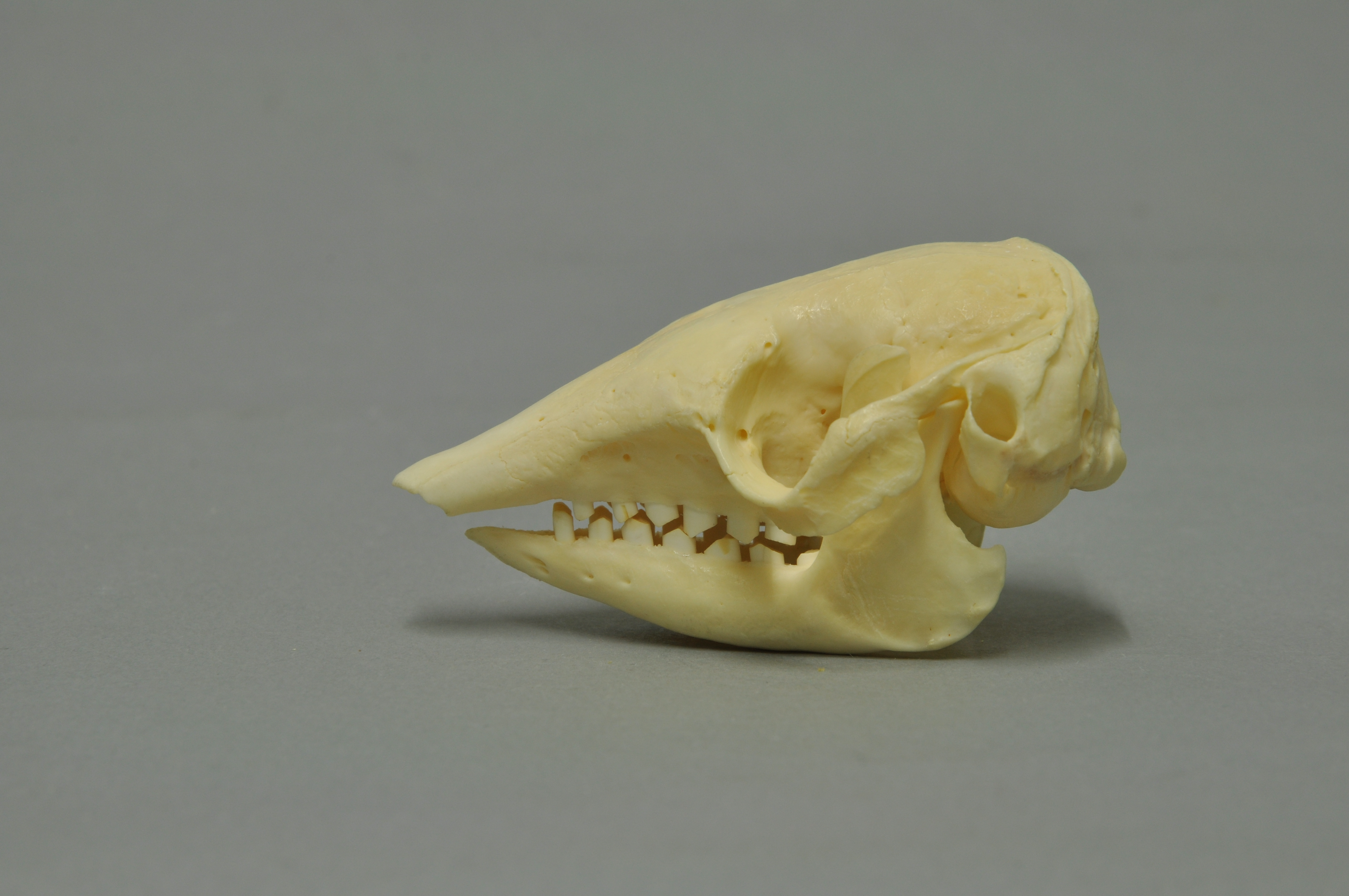
Schädel des Sechsbinden-Gürteltiers

Der Schädel ist sehr breit und erreicht an den Jochbeinbögen Werte von bis zu 7,5 cm, bei einer Länge von 12 cm. Das Rostrum ist dagegen eher schmal und ausgezogen. Das Gebiss weicht von dem anderer Säugetiere ab und besteht aus molarenartigen Zähnen ohne Zahnschmelz, die beim Sechsbinden-Gürteltier relativ kräftig gebaut sind. Pro Kieferhälfte befinden sich im Oberkiefer in der Regel acht bis neun, im Unterkiefer neun bis zehn Zähne, insgesamt also 34 bis 38.
Vor allem die vorderen Gliedmaßen sind kräftig gebaut. Am Unterarm befindet sich am oberen Ende der Ulna ein sehr ausgedehntes und großes Gelenk, das Olecranon, welches bei einer Knochenlänge von 7 cm etwa 2,8 cm einnimmt. Derartig große Gelenke am Unterarm sind typisch für Tiere mit grabender Lebensweise.

### Sinnesleistungen und Lautäußerungen
Das Sechsbinden-Gürteltier besitzt einen schlechten Sehsinn, dafür aber einen guten Geruchssinn, der vor allem bei der Nahrungssuche eingesetzt wird. Generell gibt ein Tier nur wenige Lautäußerungen von sich, typisch ist ein Grunzen, das es während des Fressens von hervorstößt. Jungtiere verfügen darüber hinaus über Quiek- und Klicklaute, um auf sich aufmerksam zu machen.

## Verbreitung

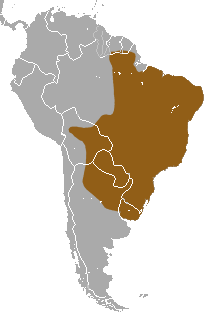
Verbreitungsgebiet

Das Sechsbinden-Gürteltier lebt in Südamerika und ist östlich der Anden weit verbreitet. Das Verbreitungsgebiet reicht vom südlichen Suriname über den Osten und die Mitte Brasiliens bis hinunter nach Bolivien, dem Norden von Argentinien und Paraguay sowie Uruguay, wobei letzteres Land die südlichste Grenze darstellt. In jüngster Zeit konnte eine Ausdehnung des Verbreitungsgebietes im Nordosten Brasiliens über den Rio Gurupí hinweg nach Westen beobachtet werden, auch ist die Gürteltierart im nordwestlichen Bolivien belegt. Ebenso kommt das Sechsbinden-Gürteltier dort auf einigen küstennahen Inseln vor, die es aufgrund seiner guten Schwimmfähigkeit eigenständig erreicht hat. Eine kleine Population wurde im zentralen Chile eingeführt, erwies sich aber nicht als stabil. Ein weiteres Vorkommen in Peru gilt als unsicher. Als bevorzugte Habitate dienen offene Grasländer und Savannen, vor allem im Cerrado und im Gran Chaco. Die Gürteltierart kommt aber auch in verschiedenen Waldlandschaften vor, so in sekundären, trockenen, aber auch in laubabwerfenden Wäldern. Teilweise ist sie auch in tropischen Regenwäldern des Amazonas-Tieflandes und in Galeriewäldern des Pantanal anzutreffen, meidet aber sumpfiges Gebiet. Zum Teil bewohnt das Sechsbinden-Gürteltier auch landwirtschaftlich genutzte Gebiete. In vielen Fällen werden ökotonale Gebiete genutzt, etwa Flussränder. Die Populationsdichte in den einzelnen Lebensräumen ist recht unterschiedlich und allgemein abhängig von der vorhandenen Biomasse. In der Cerrado-Region Brasiliens wird sie auf etwa 14 Individuen je Quadratkilometer geschätzt, in Galerie- und laubwerfenden Wäldern auf bis zu 57 Individuen je Quadratkilometer, in der trockenen Chaco-Region Boliviens aber nur auf ein Individuum auf einer ähnlich großen Fläche.

## Lebensweise

### Territorialverhalten

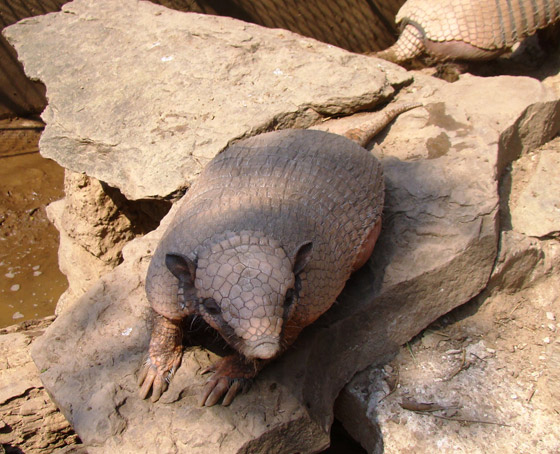
Sechsbinden-Gürteltier

Das Sechsbinden-Gürteltier ist ein Einzelgänger, der vorwiegend tagaktiv ist, jedoch gelegentlich auch nachts auf Nahrungssuche geht. Einzelne Tiere besitzen Aktionsräume (home ranges), die mitunter recht groß sind. Bei männlichen Individuen ist er mit bis zu 96 ha deutlich größer als bei weiblichen, deren maximaler Aktionsraum knapp 19 ha erreicht. Innerhalb ihrer Reviere legen die Tiere unterirdische Baue an, indem sie mit den Vorderfüßen graben und den Aushub mit den Hinterbeinen wegschieben. Die Baue reichen meist ein bis zwei Meter und in einem Winkel von durchschnittlich 32,4° in den Boden und enden in einer kleinen Kammer, die gerade Platz genug zum Umdrehen bietet. Die Eingänge sind 20 cm breit und 16 cm hoch, häufig liegen sie zwischen Baumwurzeln und sind der Windrichtung entgegen gewandt. Ein einzelnes Tier nutzt einen Bau regelmäßig, in einem Fall konnte eine 18fache Wiederbenutzung beobachtet werden. Allerdings verfügt es über mehrere Baue in einem relativ kleinen Gebiet. Bei Tieren in der Gefangenschaft ist bekannt, dass sie die Baue mit den Stoffen ihrer Duftdrüsen am Hinterleib markieren, für freilebende Tiere wird dies auch angenommen. Ein aggressives Verhalten gegenüber Artgenossen ist nur während der Stillzeit beobachtet worden.

### Ernährung
Als ausgesprochener Allesfresser besteht die Nahrung des Sechsbinden-Gürteltiers aus pflanzlicher und fleischlicher Kost. Einen Großteil seiner Nahrung macht jedoch pflanzliches Material aus und umfasst Früchte, Pilze und Nüsse, aber auch Getreide. Untersuchungen zu Mageninhalten aus der brasilianischen Provinz Mato Grosso zeigten vor allem Samen und Früchte von Orangen, der Papaya und von Zuckerrohr auf, insgesamt nahm Pflanzennahrung hier ein Drittel aller aufgenommenen Reste ein. Mit 20 % recht hoch war auch der Anteil an Ameisen und Termiten, weiterhin fanden sich Käfer und deren Larven sowie Grillen, eher selten wurden dagegen Spinnen verspeist. Insgesamt lag der Anteil an Wirbellosen bei fast 50 %. Auch Wirbeltiere wurden nachgewiesen, so vor allem kleine Säugetiere wie Mäuse und Ratten, teilweise auch Vögel und Schlangen. Ob die Wirbeltiere in freier Wildbahn aktiv erbeutet werden oder Aas gefressen wird,  ist unbekannt, das Sechsbinden-Gürteltier selbst ist ein schlechter Beutegreifer, da ihm die Reißzähne für einen tödlichen Biss fehlen; das Fleisch reißt es aber mit den Zähnen von der Beute. Tiere in Gefangenschaft wurden beim Töten von Ratten beobachtet, freilebende Sechsbinden-Gürteltiere im Pantanal erbeuteten Haushühner in Fallen, die zur Anlockung von Raubtieren ausgesetzt worden waren. Letztgenannte Vögel stellen mit einem Gewicht von rund 1,5 kg die bisher größten Beutetiere dar. An der Nordostküste Brasiliens wurde auch beobachtet, dass die Gürteltierart Krabben frisst. Bei der Nahrungssuche nutzt das Sechsbinden-Gürteltier seinen guten Geruchssinn und läuft mit der Nase am Boden hin und her, stoppt häufig und gräbt kleine Löcher in den Boden. Gelegentlich stellt es sich auch auf die Hinterbeine und schnüffelt in der Luft.

### Fortpflanzung
Männliche und weibliche Tiere erreichen mit rund neun Monaten ihre Geschlechtsreife. Es wird davon ausgegangen, dass die Tiere ganzjährig weitgehend paarungsbereit sind und mehrere Würfe im Jahr erfolgen können, allerdings ergaben Untersuchungen in der bolivianischen Chacoregion wohl eine verkürzte, saisonale Reproduktionsphase von Oktober bis Januar für südliche Populationen. Männliche Tiere werben möglicherweise im gegenseitigen Jagen um das Weibchen, an solchen Werberitualen können Beobachtungen mit Kamerafallen zufolge bis zu fünf Tiere beteiligt sein. Nach dem Geschlechtsakt sucht das Weibchen häufig einen nahe gelegenen Bau auf, wobei beobachtet wurde, dass das Männchen dieses wieder auszugraben versucht. Die Tragzeit beträgt rund 60 bis 65 Tage, während derer das Weibchen ein Nest baut. In der Regel kommen eins bis drei Jungtiere zur Welt, die Geburt erfolgt in der Nestkammer und die Jungen verbleiben dort für rund 90 Tage. Neugeborene sind 95 bis 115 g schwer und haben in den ersten drei Lebenswochen geschlossene Augen. Ebenfalls ist der Körperpanzer noch sehr weich und es sind noch keine Haare ausgebildet. Nach rund 30 Tagen nehmen die Jungen erstmals feste Nahrung zu sich, in diesem ersten Lebensmonat vervierfacht sich ihr Gewicht. Ein Muttertier mit Nachwuchs versucht bei Störung oder Gefahr diesen zu verstecken oder fortzutragen, wobei sie die Jungen einzeln mit dem Maul transportiert, und kann mitunter sehr aggressiv werden. Die Lebenserwartung des Sechsbinden-Gürteltiers liegt bei maximal 15 bis 18 Jahren.

### Beutegreifer und Feindverhalten
Die größten Fressfeinde sind der Jaguar und der Puma, allerdings gehört das Sechsbinden-Gürteltier nicht zur bevorzugten Beute der beiden Raubkatzen. Untersuchungen an 106 Kotstellen des Jaguars und 95 Kotstellen des Pumas in der paraguayischen Chaco-Region ergaben nur jeweils einen Hinweis auf die Erbeutung dieser Gürteltierart. Auch der Mähnenwolf erbeutet gelegentlich ein Sechsbinden-Gürteltier. Hier ergaben vergleichbare Untersuchung aus der Cerrado-Region in Brasilien an 148 Kotstellen ebenfalls nur einen Nachweis. Dabei stellte die Gürteltierart nur 1,7 % der insgesamt vertilgten Biomasse des Mähnenwolfes dar. Jungtiere können auch vom Kleingrison getötet werden, der klein genug ist, um in die Baue einzudringen. Gelegentlich vertreibt der Anden-Skunk Tiere aus ihren Unterschlüpfen. Normalerweise flieht ein Sechsbinden-Gürteltier bei aufziehender Gefahr in den nächsten Bau oder gräbt sich ein, aufmerksame Tiere erheben sich auf die Hinterbeine und schnuppern in der Luft. Bei Berührung beißen sie und lassen häufig Kot und Urin ab, was als Reaktion auf Stress gedeutet wird.

### Parasiten
Zu den äußeren Parasiten gehören vor allem Zecken der Gattung Amblyomma und Flöhe verschiedener Gattungen, so Tunga und Malacopsylla. Innere Parasiten umfassen meist Fadenwürmer, überwiegend Aspipodera, aber auch Moennigia oder Delicata. Zudem ist das Sechsbinden-Gürteltier Träger des Mycobacterium leprae, welches die Lepra auch beim Menschen hervorrufen kann. Außerdem wurde der Einzeller Trypanosoma cruzi nachgewiesen, der die Chagas-Krankheit verursacht, die in Südamerika weit verbreitet ist, sie tritt aber beim Sechsbinden-Gürteltier mit einer weniger gefährlichen Variante auf. Weiterhin konnten Toxoplasmose-Erreger identifiziert werden.

## Systematik

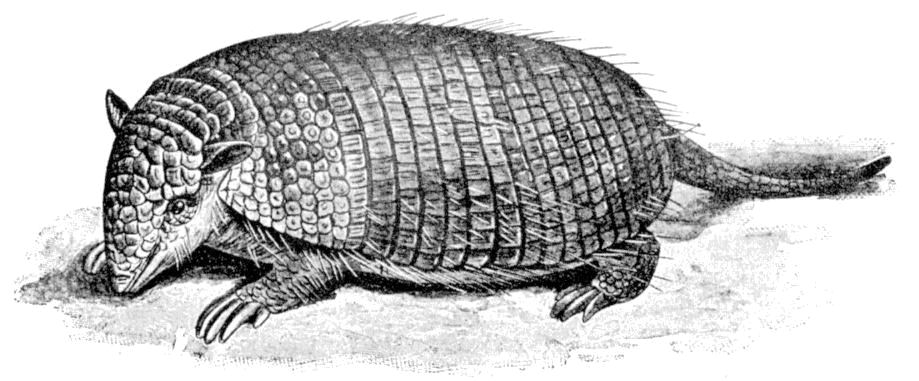
Historische Darstellung des Sechsbinden-Gürteltiers aus dem Jahr 1902

Das Sechsbinden-Gürteltier ist die einzige Art der Gattung Euphractus innerhalb der Gruppe der Gürteltiere (Dasypoda), hier gehört sie zudem zur Familie der Chlamyphoridae und zur Unterfamilie der Euphractinae. Die nächsten verwandten Formen stellen die Borstengürteltiere (Chaetophractus) und das Zwerggürteltier (Zaedyus) dar. Die Euphractinae insgesamt stehen als Schwestertaxon einer Gruppe bestehend aus den Chlamyphorinae mit dem Gürtelmull und den Tolypeutinae gegenüber, denen unter anderem auch die Kugelgürteltiere (Tolypeutes) und die Nacktschwanzgürteltiere (Cabassous) angehören. Die Chlamyphoridae trennten sich laut molekulargenetischen Untersuchungen bereits im Oberen Eozän vor rund 37 Millionen Jahren. Die Diversifizierung der Euphractinae in die heute bestehenden Gattungen  begann im Oberen Miozän vor rund 11 Millionen Jahren. Fossil sind der Unterfamilie noch zahlreiche weitere Gattungen zuzuweisen.
Insgesamt werden heute fünf Unterarten anerkannt:
- E. s. boliviae Thomas, 1907; westliches Paraguay, Bolivien
- E. s. flavimanus Desmarest, 1804; Uruguay, östliches Paraguay, nördliches Argentinien, südliches Brasilien
- E. s. setosus Wied-Neuwied, 1826; südöstliches Brasilien
- E. s. sexcinctus Linnaeus, 1758, Suriname, nördliches Brasilien
- E. s. tucumanus Thomas, 1911; nördliches Argentinien

Die Stammesgeschichte des Sechsbinden-Gürteltiers reicht bis in das Mittlere Pleistozän zurück. Zu den frühesten Funden gehören solche aus der argentinischen Provinz Buenos Aires, wo die Gürteltierart heute allerdings nicht mehr vorkommt. Funde aus dem Spätpleistozän stammen unter anderem aus den Höhlen von Lagoa Santa im brasilianischen Bundesstaat Minas Gerais. Weitere, ähnlich alte Fossilreste stammen aus den Höhlen Gruta dos Moura und Gruta do Urso im brasilianischen Bundesstaat Tocantins. Bereits ins frühe Holozän datieren Knochenplättchen aus der Gruta do Urso Fóssil im brasilianischen Bundesstaat Ceará.
Das Sechsbinden-Gürteltier wurde 1758 von Linnaeus erstmals beschrieben, er verwies es aber zur Gattung Dasypus, den Langnasengürteltieren. Der Gattungsname Euphractus stammt von Johann Georg Wagler aus dem Jahr 1830. Das Wort bedeutet dabei so viel wie „gute Schale“ und bezieht sich auf den Rückenpanzer, der Artname sexcinctus verweist auf die sechs beweglichen Bänder. In der lokalen Guaraní-Volksgruppe wird die Gürteltierart Tatu poju genannt, wobei poju die Klauen an den Zehen hervorhebt.

## Bedrohung und Schutz

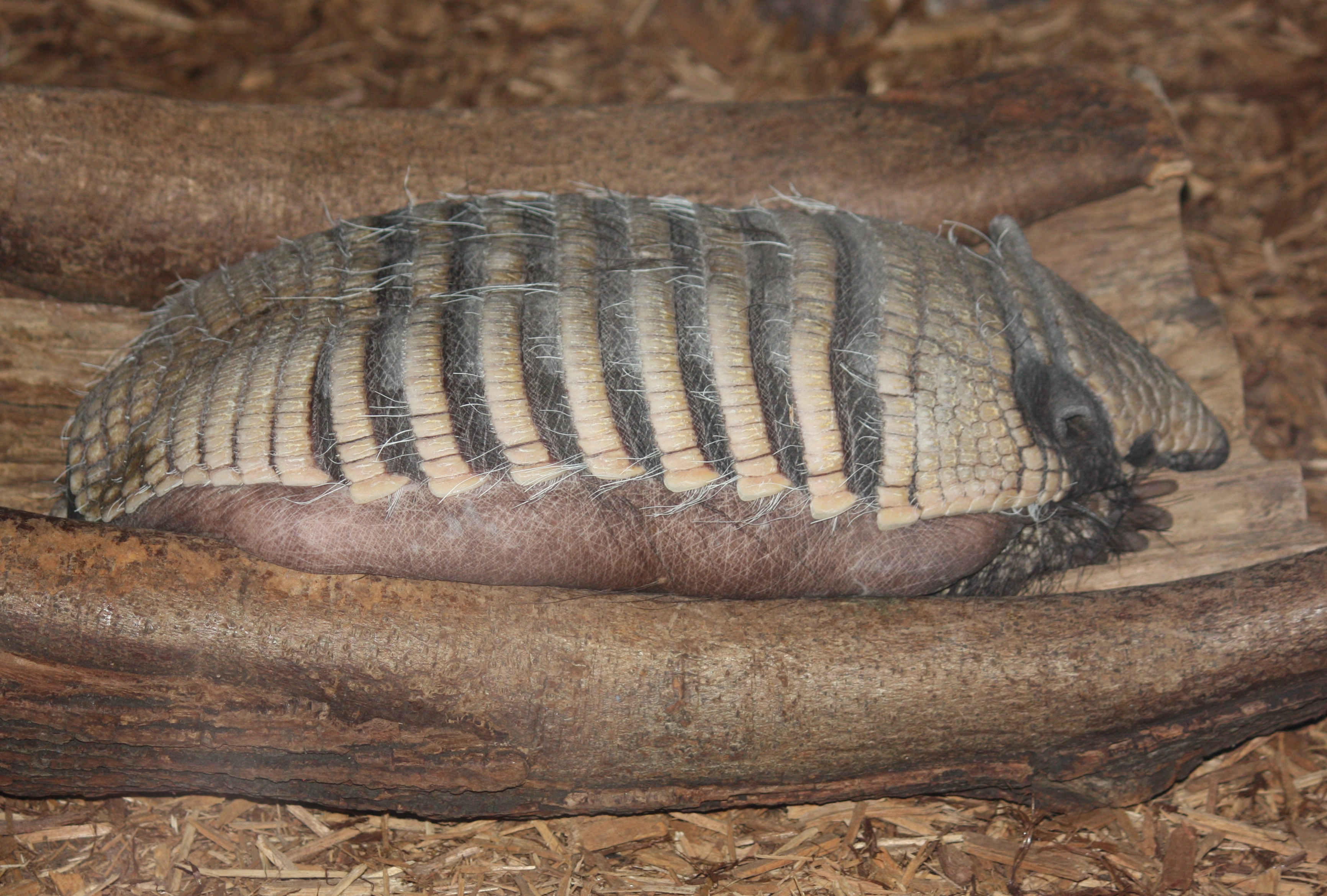
Sechsbinden-Gürteltier im Zoo von Cincinnati

Das Sechsbinden-Gürteltier wird gelegentlich vom Menschen gejagt, da es Felder umgräbt und die Samen frisst. Das Fleisch wird jedoch wegen des angeblichen starken Eigengeschmackes eher selten vom Menschen verzehrt. Eine Untersuchung bei indigenen Gruppen im argentinischen Gran Chaco ergab, dass die Menge an verzehrten Sechsbinden-Gürteltieren insgesamt 3,3 % der aufgenommenen Biomasse über ein Jahr ausmachte, wobei die Gürteltierart an drei Tagen innerhalb dieses Zeitraums konsumiert wurde. Ebenso dient der Schwanz manchmal zum Feuermachen, indem mit Hilfe von Feuerstein Funken erzeugt werden, aber auch zum Transport von Geräten zum Erzeugen von Feuer. Weiterhin wird die Gürteltierart häufig Opfer von Verkehrsunfällen, allein im Brasilianischen Bundesstaat São Paulo stellt sie 37 % aller durch Fahrzeuge getöteter Säugetiere. Insgesamt ist das Sechsbinden-Gürteltier jedoch weitverbreitet und gilt als einer der häufigsten Vertreter der Gürteltiere. Seitens der IUCN wird der Bestamnd als „nicht gefährdet“ (least concern) eingestuft. Das Sechsbinden-Gürteltier ist in zahlreichen geschützten Gebieten vertreten, so unter anderem im Emas-Nationalpark in Brasilien und im Nationalpark Serra da Capivara, ebenfalls in Brasilien gelegen.